# Gelidiopsis capitata
Gelidiopsis, rod crvenih algi iz porodice Lomentariaceae, sinonim je za Ceratodictyon. Jedina vrsta je morska alga Acrocarpus capitatus Kützing, otkrivena u vodama Nove Kaledonije, i bazionim je za G. capitata. Pod ovim imenom opisana je 2002. po primjercima pronađenim u vodama Eritreje, Tanzanije i Zanzibara
Tipski lokalitet je Wagap, Nova Kaledonija.

## Sinonimi
- Acrocarpus capitatus Kützing